# جوزر (چالدران)
جوزر یک روستا در ایران است که در دهستان آواجیق شمالی واقع شده‌است. جوزر ۵۶ نفر جمعیت دارد.